# San Antonio la D
San Antonio la D är en ort i Mexiko.   Den ligger i kommunen Pedro Escobedo och delstaten Querétaro Arteaga, i den centrala delen av landet, 150 km nordväst om huvudstaden Mexico City. San Antonio la D ligger 2 015 meter över havet och antalet invånare är 665.
Terrängen runt San Antonio la D är kuperad åt sydväst, men åt nordost är den platt. Runt San Antonio la D är det ganska tätbefolkat, med 199 invånare per kvadratkilometer. Närmaste större samhälle är San Juan del Río, 17,8 km öster om San Antonio la D. I omgivningarna runt San Antonio la D växer huvudsakligen savannskog.